# Río Enco
Le Río Enco est une rivière chilienne qui relie les lacs Panguipulli et Riñihue qui sont les 6e et 7e lacs d'une série qui constitue la région des sept lacs. Elle se trouve au pied du volcan Mocho-Choshuenco.

## Traduction
- (en) Cet article est partiellement ou en totalité issu de l’article de Wikipédia en anglais intitulé « Enco River » (voir la liste des auteurs).